# Lacul Strâmtori
Lacul Strâmtori este un lac de acumulare antropic creat de barajul cu contraforți Strâmtori pe râul Firiza, lângă Baia Mare. Este o amenajare de gospodărire a apelor.